# Cidades amuralhadas austríacas

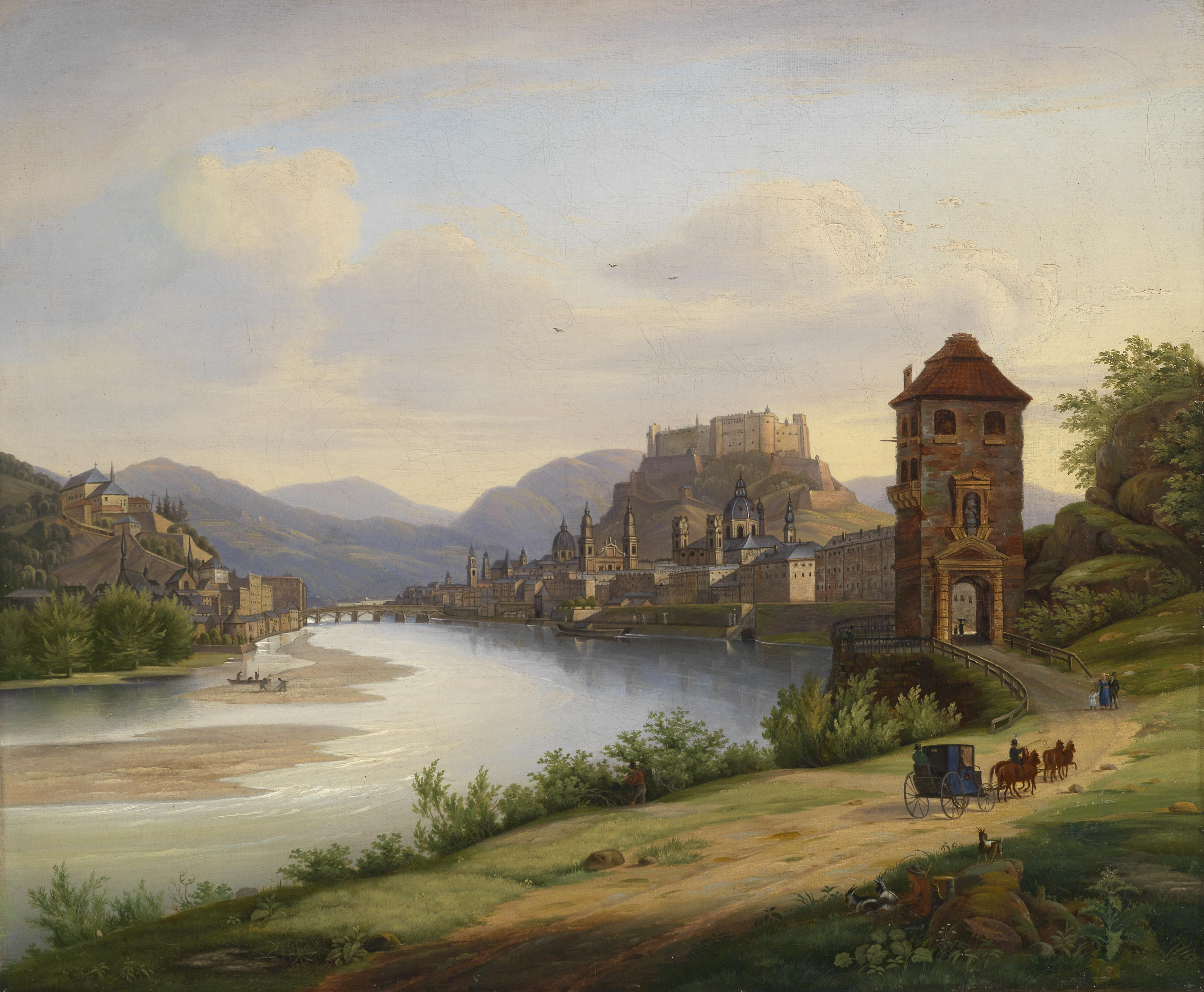
Foto da Cidade de Salzburg em 1833.

As cidades amuralhadas na Áustria surgem no século XI. Atualmente, existem 106 cidades amuralhadas. As muralhas de Radstadt, Freiburg, Hainburg e Drosendorf encontram-se praticamente intactas.